# Gularia
Gularia (népalais : गुलेरीया) est une ville du Népal située dans la zone de Bheri et chef-lieu du district de Bardiya. Au recensement de 2011, la ville comptait 55 747 habitants.